# Disney XD
Disney XD var en reklamefinansieret tv-kanal som blev etableret i Skandinavien 12. september 2009, både hos Canal Digital, Viasat og Yousee. Kanalen erstattede to andre Disneykanaler; Jetix og Toon Disney i Danmark og Skandinavien. Den nye kanals hovedmålgruppe er drenge i alderen 6-16 år.
Kanalen består af tegnefilm og «live action»-programmer. Disney XD viser hovedsageligt programmer fra Jetix og Toon Disney samt sport fra den amerikanske TV-kanal ESPN. I USA blev kanalen lanceret 13. februar 2009 som en erstattning af Toon Disney eftersom Jetix var en programblok i USA.
Disney XDs programplan omfatter, film, korte formaterte produktioner fra Jetix Europe, og sports programmer udviklet i samarbejde med ESPN.  Disney XD lukkede som tv-kanal den 31. december 2020.